# Lloyd, Florida
Lloyd är en ort i Jefferson County i delstaten Florida, USA.